# French Covered Court Championships 1968
Il French Covered Court Championships 1968 è stato un torneo di tennis che si è giocato sul sinetico indoor. Si è disputato a Parigi-Bercy in Francia, a partire dal 9 febbraio 1968.

## Campioni

### Singolare
Milan Holeček ha battuto in finale  Bob Carmichael con il punteggio di 6–4, 10–8, 3–6, 6–3